# Dustin Corea
Dustin Clifman Corea Garay (Los Angeles, 21 marzo 1992) è un calciatore salvadoregno, attaccante o centrocampista del Xelajú MC.